# Simon Bargiora

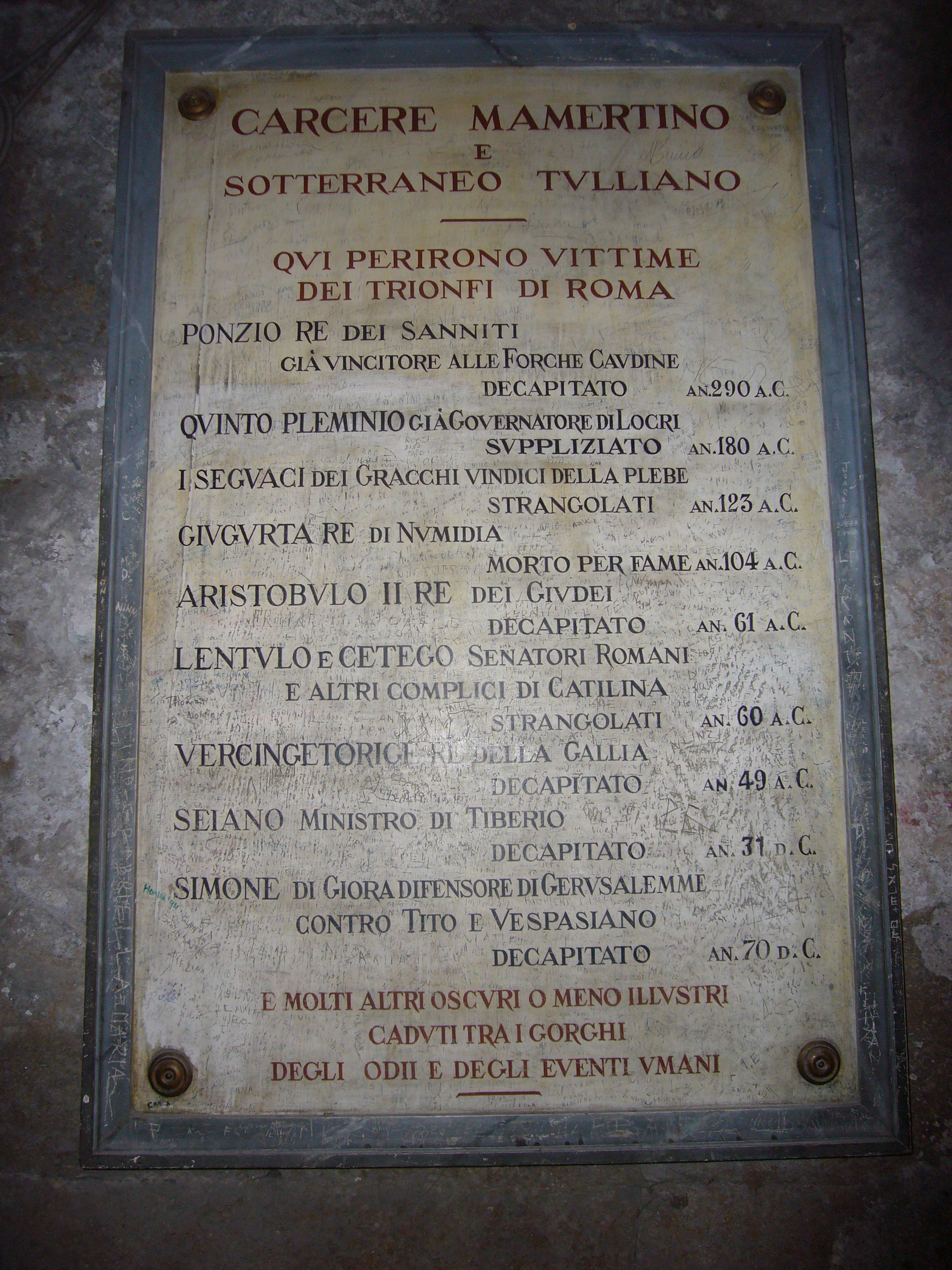
Liste de différents personnages ayant été exposés lors d'un triomphe à Rome après leur défaite dont Simon Bargiora (ici SIMONE DI GIORA).

Simon Bargiora (également connu dans les textes sous la forme Simon Bar Giora, Siméon Bar Giora, Simon Ben Giora ou Shimon Bar Giora voire Simon fils de Giora ; né à une date inconnue et mort à Rome en juin 71) a été un des chefs des forces juives au cours de la Grande Révolte contre les Romains qui s'est déroulée de 66 à 70 en Judée. Fait prisonnier, après la victoire de Titus à la fin du siège de Jérusalem, il sera considéré comme le chef de la révolte et emmené à Rome pour y être exécuté publiquement, précipité du haut de la roche Tarpéienne, lors du triomphe organisé en l'honneur de la victoire de Vespasien et de son fils Titus.

## Nom
« Bargiora » est souvent traduit par « fils de Giora » (bar = « fils » en araméen). Pourtant « Bargiora » est probablement un surnom qui ne doit rien au nom du père de Simon, puisque Jean de Gischala, l'autre grand chef de la révolte, a lui aussi été surnommé « Bargiora ». Il est clairement établi que les deux hommes ne sont pas frères. 
« Bargiora » pourrait être un jeu de mots, tant phonétique que calligraphique, dont les Juifs étaient à l'époque très friands, à partir de l'appellation barjona, qui veut à peu près dire « le maquisard » et qui a souvent été utilisée pour désigner des zélotes ou des sicaires. Il n'y a pas de consensus sur la signification du nom « Bargiora ».

## Biographie
On ignore tout de Simon Bargiora avant le début de la révolte. À part quelques lignes chez Tacite, Suétone et Dion Cassius, ce que nous savons de lui provient de Flavius Josèphe, qui donne un avis extrêmement négatif sur le personnage, mais qui est loin d'être un commentateur objectif et neutre. La réalité devait être largement plus nuancée.

### Début de la révolte
La première mention de Simon Bargiora apparaît chez Flavius Josèphe, dans la Guerre des Juifs. En octobre 66, au début de la guerre. Cestius Gallus, le légat romain de Syrie, s'avance avec la XIIe légion Fulminata pour tenter de reprendre Jérusalem d'où les Romains viennent d'être chassés. Alors que son armée campe à « Gabaô, à cinquante stades de Jérusalem », la population de Jérusalem s'arme et se précipite à sa rencontre appuyée par des détachements des différents généraux et chefs de la révolte. Les Juifs obtiennent une victoire incontestable et font 500 morts chez les Romains, qui devront d'ailleurs par la suite se replier. Flavius Josèphe indique alors :
« Ceux qui dans leurs rangs montrèrent le plus de bravoure furent Monobazos et Kénédéos, parents de Monobazos roi d'Adiabène, puis Niger de la Pérée et Silas le Babylonien, transfuge de l'armée du roi Agrippa. Les Juifs, repoussés de front, se replièrent vers la ville mais sur les derrières de l'armée, Simon Bargioras tomba sur l'arrière-garde romaine qui montait encore vers Béthoron, en dispersa une bonne partie et enleva nombre de bêtes de somme qu'il emmena à Jérusalem. »
Cela montre que les forces du roi d'Adiabène, du Babylonien Sylas et de Simon s'étaient très fortement concertées ou obéissaient à un commandement unique.
Cette victoire change la révolte en guerre d'indépendance à laquelle se rallient les autorités traditionnelles : grand-prêtres, chefs pharisiens et sadducéens viennent rejoindre les zélotes, les sicaires et les forces du roi Monobaze II d'Adiabène.
La victoire par les forces combinées des défenseurs de Jérusalem et de Simon a lieu au même endroit qu'une victoire plus ancienne de Judas Maccabée vers -166, décrite dans le Premier livre des Maccabées 3/24, un livre qui sera retenu pour faire partie de la Bible. Cela a probablement été considéré par la population de la région comme un signe divin en faveur de la révolte.